# 정몽규
정몽규(鄭夢奎, 1962년 1월 14일~)는 대한민국의 기업인으로 HDC그룹의 회장이다. 2013년부터 대한축구협회 회장을 맡고 있다.

## 생애
1996년 1월부터 1999년 3월까지 현대자동차 회장, 1999년 3월부터 2022년까지 HDC현대산업개발의 회장을 역임했고 2018년 5월부터 HDC그룹 회장으로 재직 중이다.
기업 외적으로는 울산현대호랑이축구단 구단주(1994~1996), 전북현대다이노스축구단 구단주(1997~1999), 부산아이파크 프로축구단 구단주(2000~) 등을 지냈고 2011년부터 2013년까지 제9대 한국프로축구연맹의 총재를 맡았고 2013년부터 대한축구협회의 회장을 맡고 있다.

## 학력
- 1980년 용산고등학교 졸업
- 1985년 고려대학교 경영학 학사
- 1988년 옥스퍼드 대학교 대학원 철학, 정치학, 경제학 석사

## 경력
부산 아이파크의 구단주(2000. 2.~), 아시아축구연맹 심판위원회 위원장(2016. 9.~), 동아시아축구연맹 회장(2018. 3.~), HDC그룹 회장(2018. 5.~), 전국경제인연합회 남북경제교류특별위원회 위원장(2018. 11.~), 제54대 대한축구협회 회장(2021. 1.~), 제41대 대한체육회 부회장(2021. 4.~), 를 맡고 있다.
- 2024. 05~: 동아시아 집행위원
- 2021.04~: 제41대 대한체육회 부회장
- 2021.01~: 제54대 대한축구협회 회장
- 2018.11~: 전국경제인연합회 남북경제교류특별위원회 위원장
- 2018.05~: HDC그룹 회장
- 2018.03~: 동아시아축구연맹 회장
- 2017.05~2019.04: 국제축구연맹 평의회 위원
- 2017.01: 대한체육회 부회장
- 2016.09~: 아시아축구연맹 심판위원회 위원장
- 2016.09~2019.04: 아시아축구연맹 부회장
- 2016.07~2021.01: 제53대 대한축구협회 회장
- 2016.03~2016.08: 2016년 리우데자네이루 하계 올림픽 대한민국선수단 단장
- 2016.03~2017.09: 2017년 FIFA U-20 월드컵 조직위원회 위원장
- 2015.05~2017.05: 아시아축구연맹 집행위원회 위원
- 2014.03~2018.03: 동아시아축구연맹 부회장
- 2013.08~2016.12: 국제축구연맹(FIFA) 클럽 월드컵 조직위원회 위원
- 2013.02~2014.03: 동아시아축구연맹 회장
- 2013.01~2016.06: 제 52대 대한축구협회 회장
- 2011.04~2013.03: 아시아축구연맹 특별위원회 위원
- 2011.01~2013.01: 제9대 한국프로축구연맹 총재
- 2000.03: 제33차 태평양경제협의회(PBEC) 한국측 대표연사
- 2000.02~: 부산 아이파크 프로축구단 구단주
- 1999.03~2022.01: HDC현대산업개발 회장
- 1998.07: 전국경제인연합회, 한∙영 경제협회 회장
- 1997.02~1999.01: 제5대 한국자동차공업협회 회장
- 1997.01~1999.03: 전북 현대 다이노스 프로축구단 구단주
- 1996.01~1999.03: 현대자동차 회장
- 1994.01~1996.12: 울산 현대 호랑이 프로축구단 구단주
- 1988.11: 현대자동차 입사

## 수상 내역
- 2017.08: 한국경영학회 대한민국 경영자 대상 수상
- 2017.05: 한국능률협회 한국의 경영자상 수상
- 1997.11 제2회 한중청년학술상(경제부문) – 한중우호교류기금회
- 1996.11 1997년 세계차세대지도자 선정 – 세계경제포럼